# Encarsia margaritiventris
Encarsia margaritiventris är en stekelart som först beskrevs av Mercet 1931.  Encarsia margaritiventris ingår i släktet Encarsia och familjen växtlussteklar. Arten är reproducerande i Sverige. Inga underarter finns listade i Catalogue of Life.